# Regent (Mode- und Textilunternehmen)
Regent ist ein deutscher Hersteller maßgeschneiderter Anzüge. Sitz des Unternehmens ist Weißenburg in Bayern im mittelfränkischen Landkreis Weißenburg-Gunzenhausen. Unter dem Label Regent wird hauptsächlich Herrenmode vertrieben.

## Geschichte
Regent wurde 1946 von Henryk Barig und Michael Aisenstadt im fränkischen Weißenburg gegründet. Zu Beginn wurden ausschließlich Hemden hergestellt. Kurze Zeit später wurde die Herstellung von Herrenanzügen aufgenommen.
Anfang der 2000er Jahre war die Firma in Turbulenzen geraten und musste im November 2018 zum dritten Mal Insolvenz anmelden. Am 14. September 2019 schloss der Betrieb endgültig.
Im Jahr 2019 hat der Investor Bogdan Jovanovic die Markenrechte übernommen.